# 足白癬
足白癬（あしはくせん）は、感染症の一種で、白癬菌（はくせんきん）が足の指や足の裏など皮膚の角質やその下の皮下組織を侵食することで、痒みや炎症などが起きる。日本では一般的な通称は水虫（みずむし）、英語圏ではathlete's foot（運動選手の足）、中華圏では香港脚とも言う。足白癬には2種類あり、足の裏の角質が肥厚して硬くなる角化型白癬（かくかがたはくせん）と、水疱や皮膚剥離（薄く皮が剥ける）が発生し、発赤や痛痒感などを伴う汗疱状白癬（かんぽうじょうはくせん）が存在する。
治療には抗真菌薬が使われ、外用薬の場合1986年には1日1回で済む薬剤が登場した。

## 感染

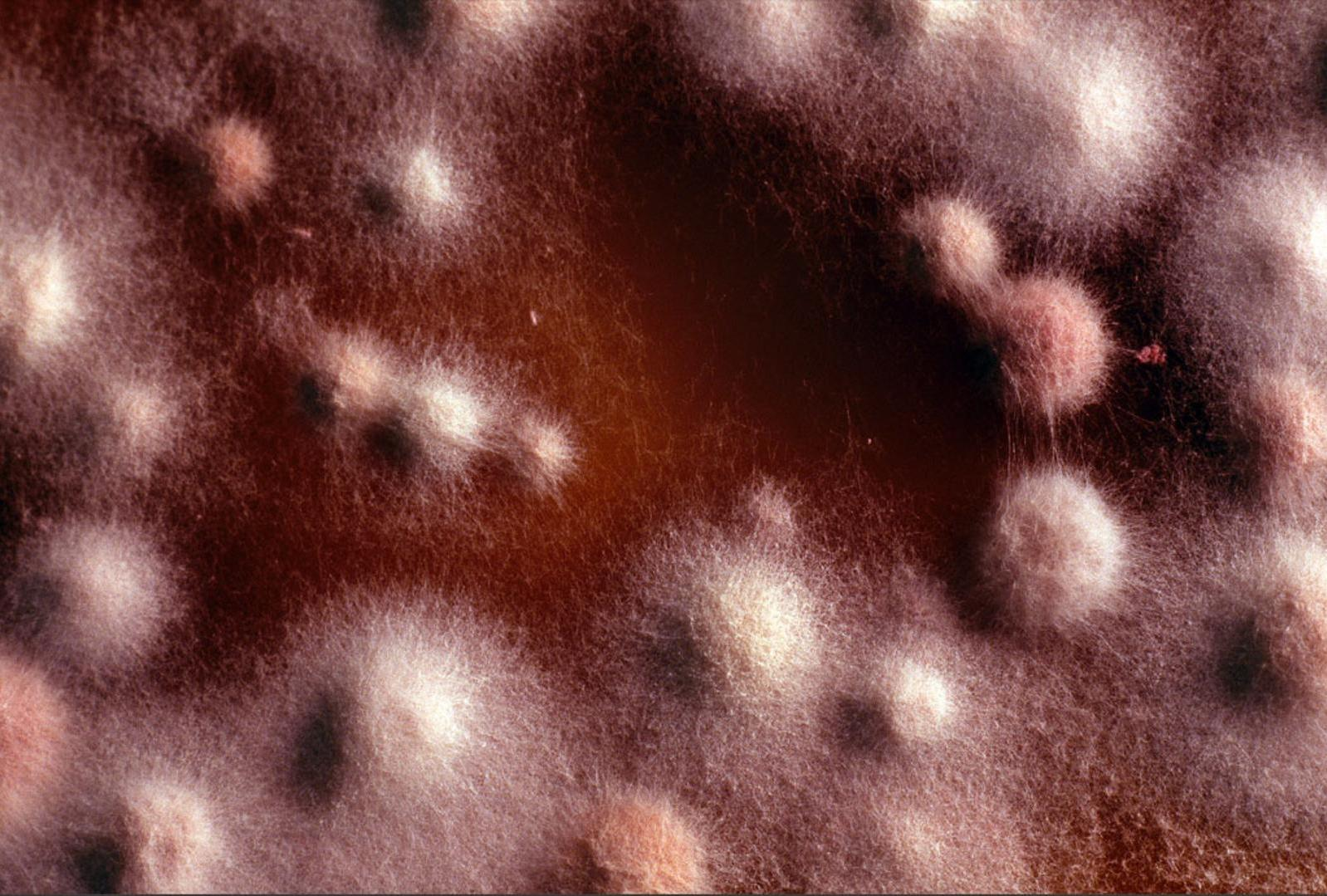
培養された白癬菌

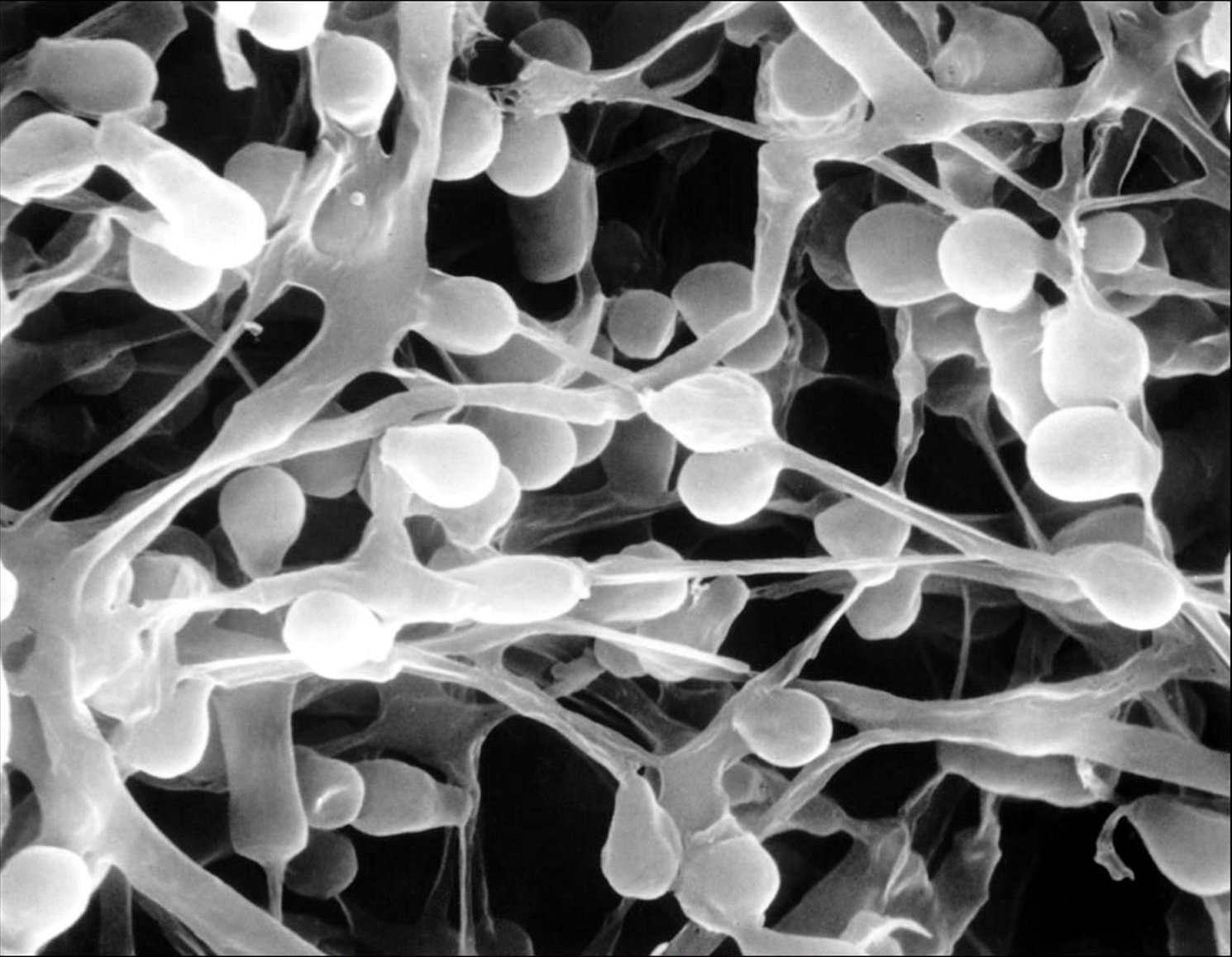
足白癬の顕微鏡画像

白癬菌は角質内部へ侵食し定住する。この領域では白血球による駆逐も不可能である。また皮膚の新陳代謝以上のスピードで侵食するため、自然治癒は出来ない。
足白癬は、長らく通気の悪い革靴を長時間履いたままになりやすいサラリーマン男性に多かったため、社会的には『成人男性の病気』と理解されている面があるが、性別は全く関係なく、女性でもブーツなど通気性の悪い靴を履くと感染しやすくなる。白癬菌自体は、自然界に多く存在する真菌（カビ）である。至近に対策を行っていない感染者がいれば、感染しうる機会は多くなるが、感染しやすさはあくまでも、湿度や足の環境に大きく影響される。

## 予防
予防は、水虫既感染者との特に足周りの直接・間接接触を避け、感染しうる機会を減らし、足を清潔に保ち長時間高湿度にならないようにすればよい。靴下をよく取り替え、通気性の良い靴にするなども、足の湿度を下げることに効果がある。五本指靴下があるので、それを履くことも予防に繋がる。
足を清潔に保つことは、白癬菌が定住している垢が長時間付着することを防ぐことになる。既感染者が足拭きマットの共用を避ける、足を清潔に保ち垢の落下を防ぐなど、他者と接触させないようにするとともに、しっかりとした治療を行うことが、他者への感染を防止する。
化学繊維の靴下は、吸湿性が悪く足の汗が吸収されず、白癬菌の増殖を促す。木綿、絹のような吸湿性のよい生地の靴下は、足白癬の予防効果がある。靴のもたらす温度と湿気が、白癬菌を増殖させていることは確実であり、草履・雪駄のような、足の温度と湿気を下げるものを履くと、予防効果がある。

### 類似感染症
顕微鏡で確認し、2-3回確認しても見つからない場合は他の疾患を考慮する。汗疱状湿疹、紅色陰癬、疥癬、かき壊し、外用薬部夜かぶれを考慮する。水虫を訴えて受診した者の13-33%が足白癬ではなく、その大部分は湿疹や皮膚炎だったというデータがある。
足白癬（水虫）のような症状を引き起こす、同じ白癬菌の感染によって感染症に以下があり、部位によって呼称が異なる。
- 田虫（たむし） - 皮膚（掌、足、頭、太股の内側、陰部を除く）。
- 陰金（いんきん） - 太股の内側や陰部。
- 白雲（しらくも） - 頭部。特に子供に起こりやすい。
- 体部白癬（たいぶはくせん）は、上記以外の場所に感染した場合。

## 治療
病院では顕微鏡で菌が確認できない場合、ステロイド外用薬を使い、足白癬ではない皮膚炎の場合は治り、足白癬では菌が増えているので、1-2週間後に顕微鏡での再検査。真菌が確認されれば以下のようになる。
「疱型足」や「趾間型」では抗真菌薬の軟膏が使われる。糜爛がある場合には、これがなくなるまで酸化亜鉛の軟膏と内服の抗真菌薬を併用し、なくなったら抗真菌薬の液剤に切り替える。細菌感染症がある場合、内服の抗菌薬と痛みがあれば内服の抗真菌薬を使用。外用の抗真菌薬は、足底全体に塗り1か月続ける。
「角質増殖型」では1-2か月、内服の抗真菌薬を用いる。
2012年のシステマティックレビューで、外用薬の抗真菌薬でいずれかが優越しているということはなく、調査に含まれた薬剤はケトコナゾール、テルビナフィン、ブテナフィン、ビホナゾール、
クロトリマゾール、ミコナゾール、エコナゾール、オキシコナゾール、セルタコナゾール、チオコナゾール、ナフチフィン、シクロピロックス。

### 処方薬
日本では1986年より、1日1回の塗布で済む外用の抗真菌薬が登場した。当初抗菌スペクトル（殺菌対象）を拡大し、次に使いやすい1日1度となり、その後は皮膚に残りやすい成分の開発へと移った。外用薬を使ったことによる症状の緩和によって中止すると、角質内に真菌が生存したままとなり再発する。
外用抗真菌薬（1日1回使用のタイプ。カッコ内は商品名）
- アモロルフィン（ペキロン）
- テルビナフィン（ラミシール）
- ブテナフィン（ボレー、メンタックス）
- ラノコナゾール（英語版）（アスタット）
- リラナフタート（ゼフナート）
- ルリコナゾール（ルリコン）

### 市販薬
以下では、薬局・ドラッグストアで購入可能で足白癬（水虫）を効能として認可されている一般用医薬品を、いくつか列挙する。
抗真菌薬（1日1回使用のタイプ）
- ブテナフィン（ブテナロック、久光製薬）
- テルビナフィン（ラミシール、ノバルティスファーマ）
- ラノコナゾール（ピロエース、第一三共ヘルスケア）

抗菌剤
- サリチル酸（華陀膏・華陀雪華晶、イスクラ産業）[8][9]

殺菌剤
- クロルヘキシジン+保湿成分など（オロナインH軟膏、大塚製薬工場）

硫黄製剤
- イオウ（商品名アスター軟膏、丹平製薬、サリチル酸も配合）

### 熱療法
40度以上の耐えられる温度で2時間温めるが、低温やけどの危険性もあるため補助で用いる。
ストーブや火気に患部を近づける、お湯をかけるなどの民間療法が存在する。作家の安部譲二は刑務所に服役中、重症の水虫に苦しめられたが、服役仲間に教えられて1日2回、熱い蝋を患部に垂らし、10日ほどで完治した体験を記録している。

## 民間療法
民間療法に関しては、統計的調査や検証が行われたものが殆ど見つからず、効果がどのくらいなのかや、副作用にどのようなものがあるのか、不明なものが多い。